# Theo Mönch-Tegeder
Theo Mönch-Tegeder (* 9. Januar 1953 in Rheine; † 13. Mai 2018 in Osnabrück.) war ein deutscher Journalist, Verleger und Medienmanager.

## Leben
Theo Mönch-Tegeder, der aus einer emsländischen Bauernfamilie in Mehringen stammt, war nach dem Studium in Münster/Westf. von 1978 bis 1984 Volontär bei der Neuen Osnabrücker Zeitung. 1984 wechselte er zum Rheinischen Merkur und war dort Wirtschaftsredakteur und Leiter der Parlamentsredaktion. 1996 wurde er Verantwortlicher Politikredakteur bei der Neuen Osnabrücker Zeitung.
Theo Mönch-Tegeder war seit 2003 Geschäftsführer der Verlagsgruppe Bistumspresse, einem Zusammenschluss von fünf Verlagen, die die Kirchenzeitungen für elf deutsche Bistümer verlegen, mit Sitz in Osnabrück. Zudem war er Geschäftsführer für die Unternehmen Dom Medien GmbH, Verlag Bistumspresse GmbH sowie Dom Buchhandlung GmbH in Osnabrück.
Am 1. September 2013 wurde er von KNA-Aufsichtsrat und Gesellschafterversammlung zum Geschäftsführer der Katholischen Nachrichten-Agentur mit Sitz in Bonn und Geschäftsführer des Katholischen Medienhauses gewählt; er trat die Nachfolge von Thomas Juncker an. Er übernahm zudem die Leitung der KNA-Tochtergesellschaft dreipunktdrei mediengesellschaft mbH und war zudem geschäftsführender Vorstand bei der KNA-Promedia-Stiftung, einer Förderinitiative für junge katholische Journalisten.
Er engagierte sich in zahlreichen Ehrenämtern, unter anderem bei der Katholischen Erwachsenenbildung, dem Institut zur Förderung publizistischen Nachwuchses (ifp) (Aufsichtsratsmitglied) und der Ludwig-Windthorst-Stiftung (Vorstandsmitglied) sowie im Emsländischen Heimatbund, für dessen Jahrbuch der regelmäßig Beiträge verfasst. Seit 2015 war er Mitglied der Päpstlichen Stiftung Centesimus Annus Pro Pontifice (CAPP) im Vatikan.
Er war Mitglied der CDU und kandidierte für den Rat der kreisfreien Stadt Osnabrück 2011.
Mönch-Tegeder war verheiratet und hatte vier Kinder. Er war ein Neffe von Maria Mönch-Tegeder.
Am 13. Mai 2018 ist Mönch-Tegeder unerwartet in Osnabrück verstorben.

## Publikationen
- Maria Mönch-Tegeder: Werke in drei Bänden. Herausgeber Theo Mönch-Tegeder
  - Bd. 1. Wi stickt nu de Kerßen an: Klaostiet un Wiehnachten in’t Emsland ; Vertellsels, Döönkes un ock wat to’t Naohdenken. Verlag des Emsländischen Heimatbundes, Sögel, 2000, ISBN 3-88077-138-3
  - Bd. 2. Emsland-Romane: Plattdütske Romräse. Imme. Land unner Gottes Thron. Verlag des Emsländischen Heimatbundes, Sögel, 2001, ISBN 3-88077-139-1
  - Bd. 3. Emsland-Vertellsels: 100 Döönkes un Riemsels. Verlag des Emsländischen Heimatbundes, Sögel, 2002.